# Méline Puech
Pour les articles homonymes, voir Puech.

a Compétitions nationales et continentales officielles uniquement.

b Matchs officiels uniquement.
Dernière mise à jour le 15 juin 2023.
Méline Puech, née en février 2000 dans le Tarn, est une joueuse française de rugby à XV évoluant au poste d'ailier ou de centre au Stade bordelais.

## Biographie
Méline Puech naît dans le Tarn en février 2000.
Elle commence le rugby à l’âge de 13 ans, et fait ses premières armes au club de l’US Canton d’Alban. Elle évolue ensuite successivement au SC Albi (2015-2016), au Castres olympique (2016-2018) et au Blagnac Rugby Féminin (2018-2021) où elle commence à jouer en senior. Elle intègre, en 2021, les rangs du Stade bordelais.
En 2015, elle et son équipe sont finalistes de l’Orange Rugby Challenge, une compétition française ludique destinée aux joueuses de rugby de moins de 15 ans. Elle est en 2016 championne de France inter-comités de rugby à XV dans sa catégorie d’âge, et finaliste en 2017.
En 2017, alors qu’elle prépare son baccalauréat, elle est appelée dans le pôle espoir de l’équipe de France. En septembre à Vichy, elle termine à la troisième place du championnat d’Europe de rugby à sept avec l'équipe de France féminine des moins de 18 ans, après avoir affronté successivement le Canada, l’Italie, l’Irlande, la Suède et le Portugal. Elle contribue à la victoire de l’équipe de France féminine des moins de 20 ans contre l’Angleterre en mars 2019, en marquant notamment un essai après son entrée sur le terrain en cours de partie.
Avec son équipe des Lionnes du Stade bordelais elle remporte le championnat de France Élite 1 2022-2023, où elle est titulaire dans la plupart des rencontres de la compétition, et notamment pour la finale victorieuse des Lionnes contre son ancien club Blagnac rugby féminin le 10 juin 2023, qui clôt une saison de douze victoires en treize matchs.

## Vie privée
Elle entretient une relation avec le joueur de rugby à XV professionnel Nathanaël Hulleu.

## Palmarès

### En club
- Vainqueur du Championnat de France féminin en 2023 avec le Stade bordelais.